# Ananteris festae
Espèce
Ananteris festae est une espèce de scorpions de la famille des Ananteridae.

## Distribution
Cette espèce est endémique d'Équateur. Elle se rencontre dans les provinces de Los Ríos et de Pichincha.

## Description
Le tronc la femelle holotype mesure 7 mm et la queue 10,5 mm.

## Systématique et taxinomie
Cette espèce a été décrite par Borelli en 1899.

## Étymologie
Cette espèce est nommée en l'honneur d'Enrico Luigi Festa (1868–1939).

## Publication originale
- Borelli, 1899 : « Viaggio del Dr. Enrico Festa nell' Ecuador e regioni vicine. XVIII. Scorpioni. » Bollettino dei Musei di zoologia e anatomia comparata della Università di Torino, vol. 14, no 345, p. 1-18 (texte intégral).